# Platia Eleftherias

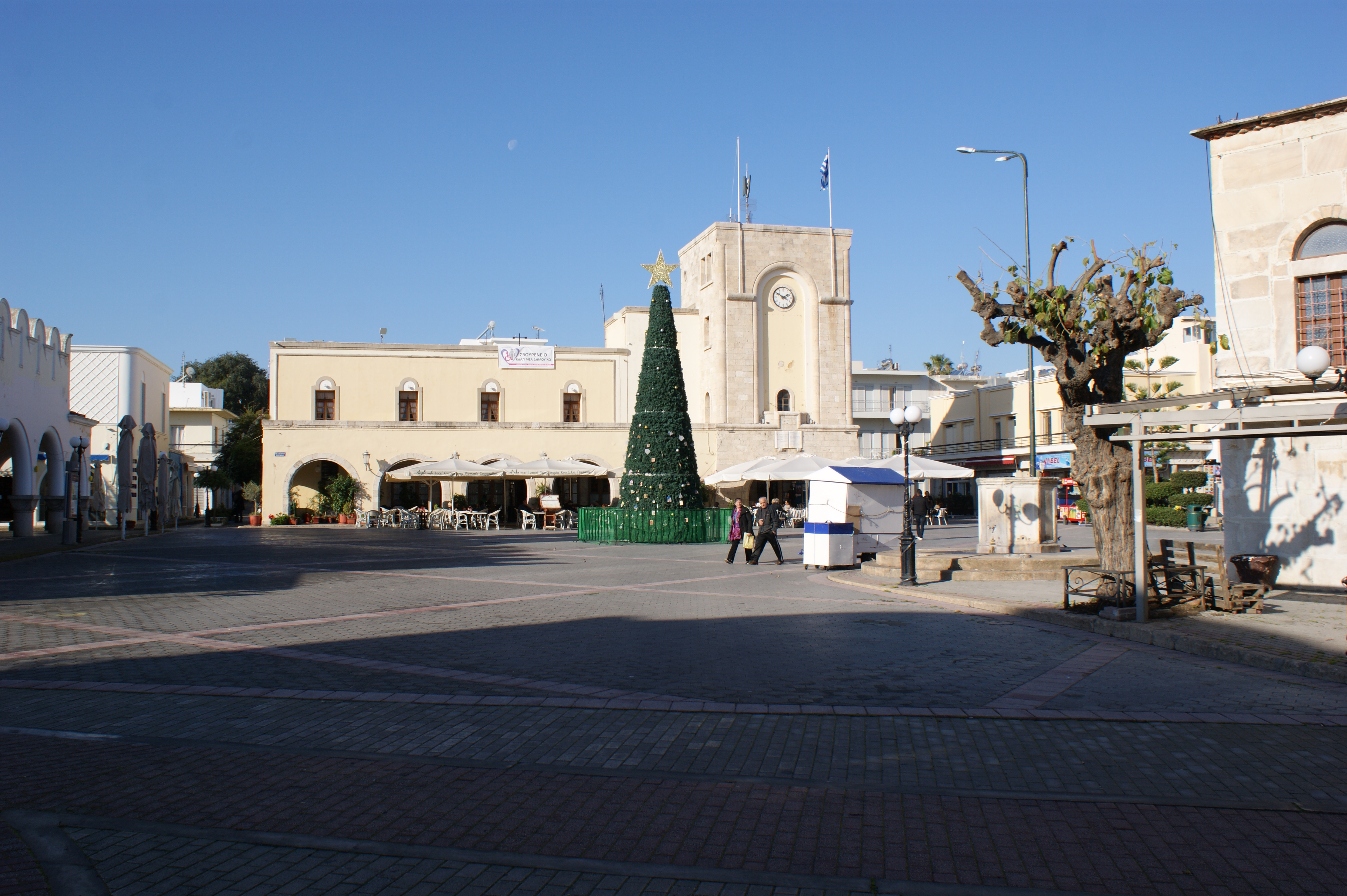
Platia Eleftherias an Weihnachten 2019 mit Blick zum früheren italienischen Haus der Faschisten

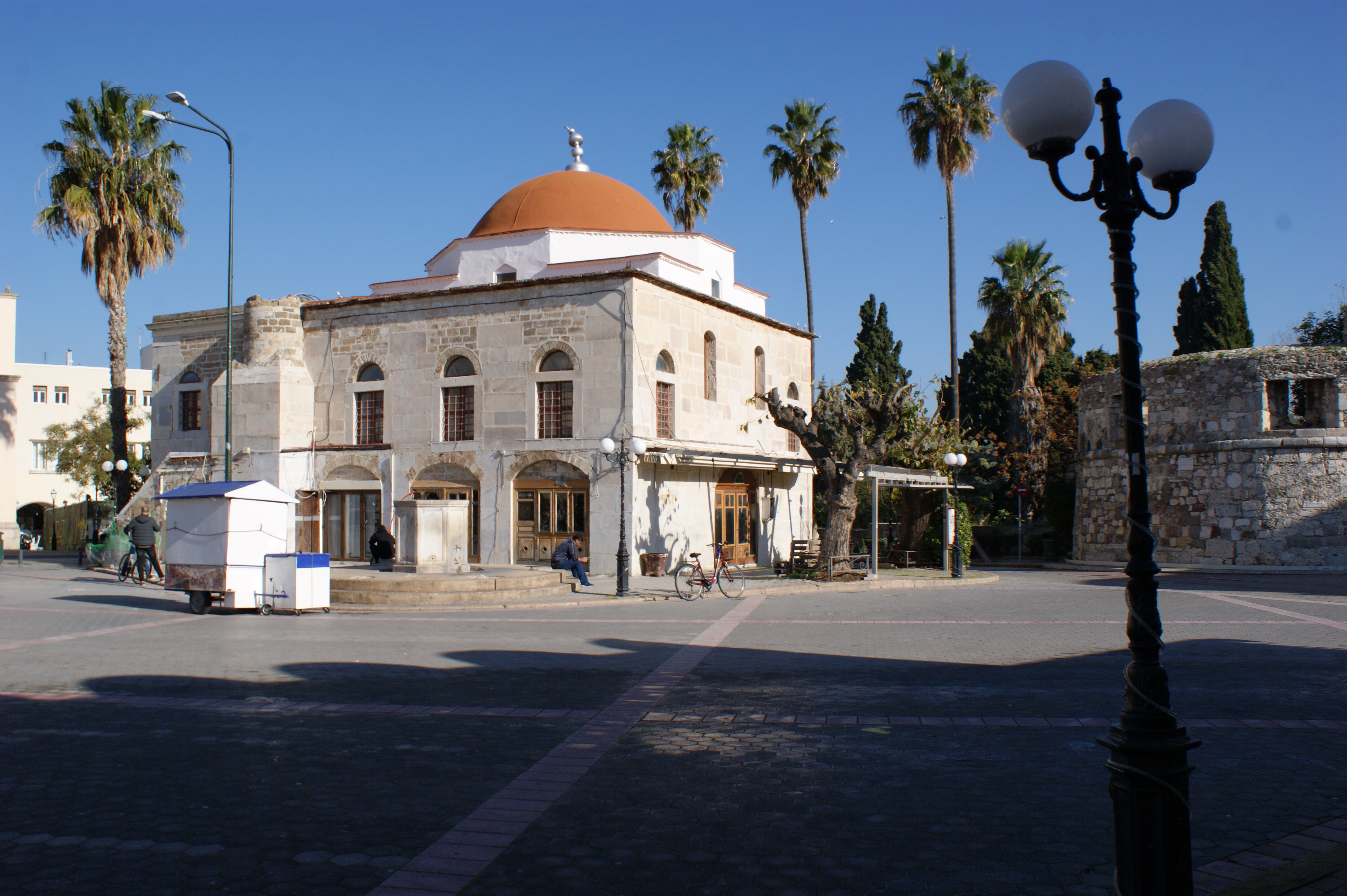
Die Defterdar-Moschee, der muslimische Brunnen und die Süd-West-Bastion 2019 (nach dem Erdbeben 2017)

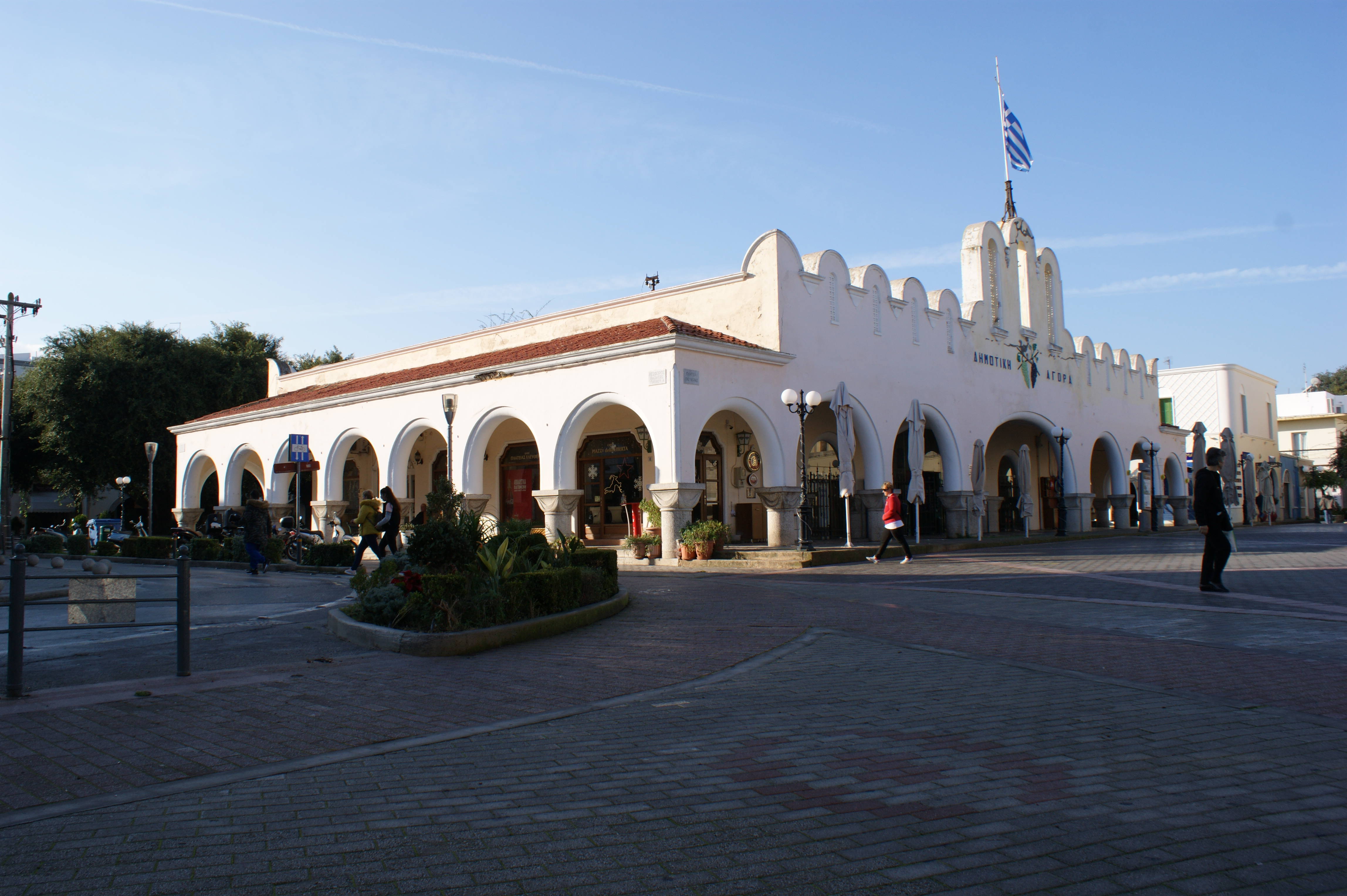
Markthalle

Die Platia Eleftherias (griechisch Πλατεία Ελευθερίας Platía Eleftherías, deutsch ‚Platz der Freiheit‘; türkisch Hürriyet Meydanı) wurde 1935 angelegt, nach dem großen Erdbeben von 1933, durch welches wesentliche Teile der historischen Stadt von Kos auf der griechischen Insel Kos zerstört wurden.

## Lage
Der Platz liegt auf etwa 10 Meter über dem Meeresspiegel. Im Westen des Platzes steht das ehemalige italienische Haus der Faschisten (Casa del Fascio), im Norden das Archäologische Museum von Kos, im Osten die seit dem Erdbeben 2017 schwer beschädigte Defterdar-Moschee und die alte Süd-West Bastion sowie im Süden das flächenmäßig größte Gebäude am Platz, die Markthalle von Kos (italienisch Mercato delle Erbe, heute: Dimotiki Agora).
Die 1934 erbaute quer stehende Markthalle trennt räumlich die Platia Eleftherias von der Platia Agias Paraskevis ab. Hinter dem Archäologischen Museum und der Defterdar-Moschee liegt räumlich anschließend die Plateia Kazoyli.

## Haus der Faschisten
Das an der Platia Eleftherias befindliche und diesen Platz wesentlich bis heute dominierende Haus der Faschisten (italienisch Casa del Fascio) wurde während der italienischen Besetzung der Inseln erbaut. Der Stil findet sich auch beim Archäologischen Museum und etwas weniger bei der Markthalle an diesem Platz wieder, wie auch beim Bürgerhaus an der Platia Agias Paraskevis. Ähnlich auch beim Historischen Verwaltungszentrum Linopoti in Linopotis. Der Stil dieses Bürgerhauses ist bezeichnend für den Architekturstil der Zeit von 1923 bis 1943 der italienischen Besetzung der Dodekanes-Inseln. Es wurde der Stil der Architektur nach den Vorstellungen der neuen Machthaber angepasst und von „orientalischen Einflüssen“ gereinigt und in Anlehnung an das Römische Reich in Verbindung mit faschistischen „Idealen“ ausgeführt.
Armando Bernabiti war Architekt des Hauses der Faschisten, Rodolfo Petracco war Architekt der Markthalle und des Archäologischen Museums.